# Grand Tour (kolesarstvo)
Grand Tour (tudi Tritedenska dirka) je ime za tri najpomembnejše in najprestižnejše etapne dirke v kolesarstvu: Dirko po Franciji (francosko Tour de France), Dirko po Italiji (italijansko Giro d'Italia) in Dirko po Španiji (špansko Vuelta a España). Vse tri potekajo v podobni obliki in s trajanjem približno treh tednov. Imajo poseben status v pravilih UCI, prinašajo največ točk za lestvico in so edine cestne etapne dirke dolge več kot štirinajst dni.
Giro običajno poteka v maju, Tour v juliju in Vuelta v drugi polovici avgusta in začetku septembra. Vuelta je prvotno potekala spomladi, običajno konec aprila, nekajkrat v štiridesetih letih tudi junija, toda leta 1995 so jo v izogib prekrivanju z Dirko po Italiji pomaknili na konec sezone. Dirka po Franciji je najstarejša in najprestižnejša, prinaša tudi največ točk za kolesarsko lestvico in velja za najbolj obiskano vsakoletno športno tekmovanje na svetu. Najuspešnejši kolesar v zgodovini dirki Grand Tour je Eddy Merckx z enajstimi skupnimi zmagami, je tudi eden sedmih kolesarjev z zmagami na vseh treh dirkah. Osemnajstkrat se je zgodilo, da je isti kolesar zmagal na dveh od treh dirkah v sezoni, na vseh treh pa še nihče.
V istem letu zmagati Tour, Giro in SP v cestni dirki pomeni osvojiti kolesarsko trojno krono, kar velja za najprestižnejši dosežek v svetu kolesarstva.

## Skupni zmagovalci

### Vse podeljene majice
| Razvrstitev     | Giro | Tour | Vuelta |
| --------------- | ---- | ---- | ------ |
| Skupno          |      |      |        |
| Po točkah       |      |      |        |
| Gorski cilji    |      |      |        |
| Mladi kolesarji |      |      |        |

### Skupni zmagovalci vseh treh dirk
| Eddy Merckx                  | Bernard Hinault              | Jacques Anquetil             | Alberto Contador             | Chris Froome                 | Felice Gimondi               | Vincenzo Nibali              |
| ---------------------------- | ---------------------------- | ---------------------------- | ---------------------------- | ---------------------------- | ---------------------------- | ---------------------------- |
| 220x                         | 260x                         | 200x                         | 220x                         | 220x                         | 260x                         | 260x                         |
| 11 zmag                      | 10 zmag                      | 8 zmag                       | 7 zmag                       | 7 zmag                       | 5 zmag                       | 4 zmage                      |
| 5 – Tour 5 – Giro 1 – Vuelta | 5 – Tour 3 – Giro 2 – Vuelta | 5 – Tour 2 – Giro 1 – Vuelta | 2 – Tour 2 – Giro 3 – Vuelta | 4 – Tour 1 – Giro 2 – Vuelta | 1 – Tour 3 – Giro 1 – Vuelta | 1 – Tour 2 – Giro 1 – Vuelta |

### Vse slovenske etapne zmage
| Tadej Pogačar                 | Primož Roglič                 | Matej Mohorič                | Jan Polanc | Luka Mezgec | Jan Tratnik | Borut Božič |
| ----------------------------- | ----------------------------- | ---------------------------- | ---------- | ----------- | ----------- | ----------- |
| 230x                          | 150x                          | 220x                         | 220x       | 220x        | 180x        | 220x        |
| 30 etap                       | 22 etap                       | 5 etap                       | 2 etapi    | 1 etapa     | 1 etapa     | 1 etapa     |
| 21 – Tour 6 – Giro 3 – Vuelta | 3 – Tour 4 – Giro 15 – Vuelta | 3 – Tour 1 – Giro 1 – Vuelta | 2 – Giro   | 1 – Giro    | 1 – Giro    | 1 – Vuelta  |

### Zmagovalci po letih
Dvojne zmage v istem letu so obarvane z zeleno; z krepko pisavo pa vse slovenske zmage.
| Leto | Dirka po Italiji                                                               | Dirka po Franciji                 | Dirka po Španiji                          |
| ---- | ------------------------------------------------------------------------------ | --------------------------------- | ----------------------------------------- |
| 1903 | začetek leta 1909                                                              | Maurice Garin (1/1)               | začetek leta 1935                         |
| 1904 | začetek leta 1909                                                              | Henri Cornet (1/1)                | začetek leta 1935                         |
| 1905 | začetek leta 1909                                                              | Louis Trousselier (1/1)           | začetek leta 1935                         |
| 1906 | začetek leta 1909                                                              | René Pottier (1/1)                | začetek leta 1935                         |
| 1907 | začetek leta 1909                                                              | Lucien Petit-Breton (1/2)         | začetek leta 1935                         |
| 1908 | začetek leta 1909                                                              | Lucien Petit-Breton (2/2)         | začetek leta 1935                         |
| 1909 | Luigi Ganna (1/1)                                                              | François Faber (1/1)              | začetek leta 1935                         |
| 1910 | Carlo Galetti (1/3)                                                            | Octave Lapize (1/1)               | začetek leta 1935                         |
| 1911 | Carlo Galetti (2/3)                                                            | Gustave Garrigou (1/1)            | začetek leta 1935                         |
| 1912 | Team Atala Carlo Galetti (3/3) Giovanni Micheletto (1/1) Eberardo Pavesi (1/1) | Odile Defraye 1/1                 | začetek leta 1935                         |
| 1913 | Carlo Oriani (1/1)                                                             | Philippe Thys (1/3)               | začetek leta 1935                         |
| 1914 | Alfonso Calzolari (1/1)                                                        | Philippe Thys (2/3)               | začetek leta 1935                         |
| 1915 | odpadlo zaradi I. svetovne vojne                                               | odpadlo zaradi I. svetovne vojne  | začetek leta 1935                         |
| 1916 | odpadlo zaradi I. svetovne vojne                                               | odpadlo zaradi I. svetovne vojne  | začetek leta 1935                         |
| 1917 | odpadlo zaradi I. svetovne vojne                                               | odpadlo zaradi I. svetovne vojne  | začetek leta 1935                         |
| 1918 | odpadlo zaradi I. svetovne vojne                                               | odpadlo zaradi I. svetovne vojne  | začetek leta 1935                         |
| 1919 | Costante Girardengo (1/2)                                                      | Firmin Lambot (1/2)               | začetek leta 1935                         |
| 1920 | Gaetano Belloni (1/1)                                                          | Philippe Thys (3/3)               | začetek leta 1935                         |
| 1921 | Giovanni Brunero (1/3)                                                         | Léon Scieur (1/1)                 | začetek leta 1935                         |
| 1922 | Giovanni Brunero (2/3)                                                         | Firmin Lambot (2/2)               | začetek leta 1935                         |
| 1923 | Costante Girardengo (2/2)                                                      | Henri Pélissier (1/1)             | začetek leta 1935                         |
| 1924 | Giuseppe Enrici (1/1)                                                          | Ottavio Bottecchia (1/2)          | začetek leta 1935                         |
| 1925 | Alfredo Binda (1/5)                                                            | Ottavio Bottecchia (2/2)          | začetek leta 1935                         |
| 1926 | Giovanni Brunero (3/3)                                                         | Lucien Buysse (1/1)               | začetek leta 1935                         |
| 1927 | Alfredo Binda (2/5)                                                            | Nicolas Frantz (1/2)              | začetek leta 1935                         |
| 1928 | Alfredo Binda (3/5)                                                            | Nicolas Frantz (2/2)              | začetek leta 1935                         |
| 1929 | Alfredo Binda (4/5)                                                            | Maurice De Waele (1/1)            | začetek leta 1935                         |
| 1930 | Luigi Marchisio (1/1)                                                          | André Leducq (1/2)                | začetek leta 1935                         |
| 1931 | Francesco Camusso (1/1)                                                        | Antonin Magne (1/2)               | začetek leta 1935                         |
| 1932 | Antonio Pesenti (1/1)                                                          | André Leducq (2/2)                | začetek leta 1935                         |
| 1933 | Alfredo Binda (5/5)                                                            | Georges Speicher (1/1)            | začetek leta 1935                         |
| 1934 | Learco Guerra (1/1)                                                            | Antonin Magne (2/2)               | začetek leta 1935                         |
| 1935 | Vasco Bergamaschi (1/1)                                                        | Romain Maes (1/1)                 | Gustaaf Deloor (1/2)                      |
| 1936 | Gino Bartali (1/5)                                                             | Sylvère Maes (1/2)                | Gustaaf Deloor (2/2)                      |
| 1937 | Gino Bartali (2/5)                                                             | Roger Lapébie (1/1)               | odpadlo zaradi španske državljanske vojne |
| 1938 | Giovanni Valetti (1/2)                                                         | Gino Bartali (3/5)                | odpadlo zaradi španske državljanske vojne |
| 1939 | Giovanni Valetti (2/2)                                                         | Sylvère Maes (2/2)                | odpadlo zaradi španske državljanske vojne |
| 1940 | Fausto Coppi (1/7)                                                             | odpadlo zaradi II. svetovne vojne | odpadlo zaradi španske državljanske vojne |
| 1941 | odpadlo zaradi II. svetovne vojne                                              | odpadlo zaradi II. svetovne vojne | Julián Berrendero (1/2)                   |
| 1942 | odpadlo zaradi II. svetovne vojne                                              | odpadlo zaradi II. svetovne vojne | Julián Berrendero (2/2)                   |
| 1943 | odpadlo zaradi II. svetovne vojne                                              | odpadlo zaradi II. svetovne vojne | odpadlo zaradi II. svetovne vojne         |
| 1944 | odpadlo zaradi II. svetovne vojne                                              | odpadlo zaradi II. svetovne vojne | odpadlo zaradi II. svetovne vojne         |
| 1945 | odpadlo zaradi II. svetovne vojne                                              | odpadlo zaradi II. svetovne vojne | Delio Rodríguez (1/1)                     |
| 1946 | Gino Bartali (4/5)                                                             | odpadlo zaradi II. svetovne vojne | Dalmacio Langarica (1/1)                  |
| 1947 | Fausto Coppi (2/7)                                                             | Jean Robic (1/1)                  | Edward Van Dijck (1/1)                    |
| 1948 | Fiorenzo Magni (1/3)                                                           | Gino Bartali (5/5)                | Bernardo Ruiz (1/1)                       |
| 1949 | Fausto Coppi (3/7)                                                             | Fausto Coppi (4/7)                | zaradi pomanjkanja interesa               |
| 1950 | Hugo Koblet (1/2)                                                              | Ferdinand Kübler (1/1)            | Emilio Rodríguez (1/1)                    |
| 1951 | Fiorenzo Magni (2/3)                                                           | Hugo Koblet (2/2)                 | zaradi pomanjkanja interesa               |
| 1952 | Fausto Coppi (5/7)                                                             | Fausto Coppi (6/7)                | zaradi pomanjkanja interesa               |
| 1953 | Fausto Coppi (7/7)                                                             | Louison Bobet (1/3)               | zaradi pomanjkanja interesa               |
| 1954 | Carlo Clerici (1/1)                                                            | Louison Bobet (2/3)               | zaradi pomanjkanja interesa               |
| 1955 | Fiorenzo Magni (3/3)                                                           | Louison Bobet (3/3)               | Jean Dotto (1/1)                          |
| 1956 | Charly Gaul (1/3)                                                              | Roger Walkowiak (1/1)             | Angelo Conterno (1/1)                     |
| 1957 | Gastone Nencini (1/2)                                                          | Jacques Anquetil (1/8)            | Jesús Loroño (1/1)                        |
| 1958 | Ercole Baldini (1/1)                                                           | Charly Gaul (2/3)                 | Jean Stablinski (1/1)                     |
| 1959 | Charly Gaul (3/3)                                                              | Federico Bahamontes (1/1)         | Antonio Suárez (1/1)                      |
| 1960 | Jacques Anquetil (2/8)                                                         | Gastone Nencini (2/2)             | Frans De Mulder (1/1)                     |
| 1961 | Arnaldo Pambianco (1/1)                                                        | Jacques Anquetil (3/8)            | Angelino Soler (1/1)                      |
| 1962 | Franco Balmamion (1/2)                                                         | Jacques Anquetil (4/8)            | Rudi Altig (1/1)                          |
| 1963 | Franco Balmamion (2/2)                                                         | Jacques Anquetil (6/8)            | Jacques Anquetil (5/8)                    |
| 1964 | Jacques Anquetil (7/8)                                                         | Jacques Anquetil (8/8)            | Raymond Poulidor (1/1)                    |
| 1965 | Vittorio Adorni (1/1)                                                          | Felice Gimondi (1/5)              | Rolf Wolfshohl (1/1)                      |
| 1966 | Gianni Motta (1/1)                                                             | Lucien Aimar (1/1)                | Francisco Gabica (1/1)                    |
| 1967 | Felice Gimondi (2/5)                                                           | Roger Pingeon (1/2)               | Jan Janssen (1/2)                         |
| 1968 | Eddy Merckx (1/11)                                                             | Jan Janssen (2/2)                 | Felice Gimondi (3/5)                      |
| 1969 | Felice Gimondi (4/5)                                                           | Eddy Merckx (2/11)                | Roger Pingeon (2/2)                       |
| 1970 | Eddy Merckx (3/11)                                                             | Eddy Merckx (4/11)                | Luis Ocaña (1/2)                          |
| 1971 | Gösta Pettersson (1/1)                                                         | Eddy Merckx (5/11)                | Ferdinand Bracke (1/1)                    |
| 1972 | Eddy Merckx (6/11)                                                             | Eddy Merckx (7/11)                | José Manuel Fuente (1/2)                  |
| 1973 | Eddy Merckx (9/11)                                                             | Luis Ocaña (2/2)                  | Eddy Merckx (8/11)                        |
| 1974 | Eddy Merckx (10/11)                                                            | Eddy Merckx (11/11)               | José Manuel Fuente (2/2)                  |
| 1975 | Fausto Bertoglio (1/1)                                                         | Bernard Thévenet (1/2)            | Agustín Tamames (1/1)                     |
| 1976 | Felice Gimondi (5/5)                                                           | Lucien Van Impe (1/1)             | José Pesarrodona (1/1)                    |
| 1977 | Michel Pollentier (1/1)                                                        | Bernard Thévenet (2/2)            | Freddy Maertens (1/1)                     |
| 1978 | Johan De Muynck (1/1)                                                          | Bernard Hinault (2/10)            | Bernard Hinault (1/10)                    |
| 1979 | Giuseppe Saronni (1/2)                                                         | Bernard Hinault (3/10)            | Joop Zoetemelk (1/2)                      |
| 1980 | Bernard Hinault (4/10)                                                         | Joop Zoetemelk (2/2)              | Faustino Rupérez (1/1)                    |
| 1981 | Giovanni Battaglin (2/2)                                                       | Bernard Hinault (5/10)            | Giovanni Battaglin (1/2)                  |
| 1982 | Bernard Hinault (6/10)                                                         | Bernard Hinault (7/10)            | Marino Lejarreta (1/1)                    |
| 1983 | Giuseppe Saronni (2/2)                                                         | Laurent Fignon (1/3)              | Bernard Hinault (8/10)                    |
| 1984 | Francesco Moser (1/1)                                                          | Laurent Fignon (2/3)              | Éric Caritoux (1/1)                       |
| 1985 | Bernard Hinault (9/10)                                                         | Bernard Hinault (10/10)           | Pedro Delgado (1/3)                       |
| 1986 | Roberto Visentini (1/1)                                                        | Greg LeMond (1/3)                 | Álvaro Pino (1/1)                         |
| 1987 | Stephen Roche (1/2)                                                            | Stephen Roche (2/2)               | Luis Herrera (1/1)                        |
| 1988 | Andrew Hampsten (1/1)                                                          | Pedro Delgado (2/3)               | Sean Kelly (1/1)                          |
| 1989 | Laurent Fignon (3/3)                                                           | Greg LeMond (2/3)                 | Pedro Delgado (3/3)                       |
| 1990 | Gianni Bugno (1/1)                                                             | Greg LeMond (3/3)                 | Marco Giovannetti (1/1)                   |
| 1991 | Franco Chioccioli (1/1)                                                        | Miguel Indurain (1/7)             | Melcior Mauri (1/1)                       |
| 1992 | Miguel Indurain (2/7)                                                          | Miguel Indurain (3/7)             | Tony Rominger (1/4)                       |
| 1993 | Miguel Indurain (4/7)                                                          | Miguel Indurain (5/7)             | Tony Rominger (2/4)                       |
| 1994 | Jevgenij Berzin (1/1)                                                          | Miguel Indurain (6/7)             | Tony Rominger (3/4)                       |
| 1995 | Tony Rominger (4/4)                                                            | Miguel Indurain (7/7)             | Laurent Jalabert (1/1)                    |
| 1996 | Pavel Tonkov (1/1)                                                             | Bjarne Riis (1/1)                 | Alex Zülle (1/2)                          |
| 1997 | Ivan Gotti (1/2)                                                               | Jan Ullrich (1/2)                 | Alex Zülle (2/2)                          |
| 1998 | Marco Pantani (1/2)                                                            | Marco Pantani (2/2)               | Abraham Olano (1/1)                       |
| 1999 | Ivan Gotti (2/2)                                                               | brez zmagovalca                   | Jan Ullrich (2/2)                         |
| 2000 | Stefano Garzelli (1/1)                                                         | brez zmagovalca                   | Roberto Heras (1/4)                       |
| 2001 | Gilberto Simoni (1/2)                                                          | brez zmagovalca                   | Ángel Casero (1/1)                        |
| 2002 | Paolo Savoldelli (1/2)                                                         | brez zmagovalca                   | Aitor González (1/1)                      |
| 2003 | Gilberto Simoni (2/2)                                                          | brez zmagovalca                   | Roberto Heras (2/4)                       |
| 2004 | Damiano Cunego (1/1)                                                           | brez zmagovalca                   | Roberto Heras (3/4)                       |
| 2005 | Paolo Savoldelli (2/2)                                                         | brez zmagovalca                   | Roberto Heras (4/4)                       |
| 2006 | Ivan Basso (1/2)                                                               | Óscar Pereiro (1/1)               | Aleksander Vinokurov (1/1)                |
| 2007 | Danilo Di Luca (1/1)                                                           | Alberto Contador (1/7)            | Denis Menčov (1/2)                        |
| 2008 | Alberto Contador (2/7)                                                         | Carlos Sastre (1/1)               | Alberto Contador (3/7)                    |
| 2009 | Denis Menčov (2/2)                                                             | Alberto Contador (4/7)            | Alejandro Valverde (1/1)                  |
| 2010 | Ivan Basso (2/2)                                                               | Andy Schleck (1/1)                | Vincenzo Nibali (1/4)                     |
| 2011 | Michele Scarponi (1/1)                                                         | Cadel Evans (1/1)                 | Chris Froome (1/7)                        |
| 2012 | Ryder Hesjedal (1/1)                                                           | Bradley Wiggins (1/1)             | Alberto Contador (5/7)                    |
| 2013 | Vincenzo Nibali (2/4)                                                          | Chris Froome (2/7)                | Chris Horner (1/1)                        |
| 2014 | Nairo Quintana (1/2)                                                           | Vincenzo Nibali (3/4)             | Alberto Contador (6/7)                    |
| 2015 | Alberto Contador (7/7)                                                         | Chris Froome (3/7)                | Fabio Aru (1/1)                           |
| 2016 | Vincenzo Nibali (4/4)                                                          | Chris Froome (4/7)                | Nairo Quintana (2/2)                      |
| 2017 | Tom Dumoulin (1/1)                                                             | Chris Froome (5/7)                | Chris Froome (6/7)                        |
| 2018 | Chris Froome (7/7)                                                             | Geraint Thomas (1/1)              | Simon Yates (1/2)                         |
| 2019 | Richard Carapaz (1/1)                                                          | Egan Bernal (1/2)                 | Primož Roglič (1/5)                       |
| 2020 | Tao Geoghegan Hart (1/1)                                                       | Tadej Pogačar (1/5)               | Primož Roglič (2/5)                       |
| 2021 | Egan Bernal (2/2)                                                              | Tadej Pogačar (2/5)               | Primož Roglič (3/5)                       |
| 2022 | Jai Hindley (1/1)                                                              | Jonas Vingegaard (1/2)            | Remco Evenepoel (1/1)                     |
| 2023 | Primož Roglič (4/5)                                                            | Jonas Vingegaard (2/2)            | Sepp Kuss (1/1)                           |
| 2024 | Tadej Pogačar (3/5)                                                            | Tadej Pogačar (4/5)               | Primož Roglič (5/5)                       |
| 2025 | Simon Yates (2/2)                                                              | Tadej Pogačar (5/5)               |                                           |

### Najuspešnejši kolesarji
|     | Kolesar          | Zmag | Dirka po Franciji                | Dirka po Italiji                 | Dirka po Španiji           |
| --- | ---------------- | ---- | -------------------------------- | -------------------------------- | -------------------------- |
| 1.  | Eddy Merckx      | 11   | 5 (1969, 1970, 1971, 1972, 1974) | 5 (1968, 1970, 1972, 1973, 1974) | 1 (1973)                   |
| 2.  | Bernard Hinault  | 10   | 5 (1978, 1979, 1981, 1982, 1985) | 3 (1980, 1982, 1985)             | 2 (1978, 1983)             |
| 3.  | Jacques Anquetil | 8    | 5 (1957, 1961, 1962, 1963, 1964) | 2 (1960, 1964)                   | 1 (1963)                   |
| 4.  | Fausto Coppi     | 7    | 2 (1949, 1952)                   | 5 (1940, 1947, 1949, 1952, 1953) | –                          |
| 4.  | Miguel Indurain  | 7    | 5 (1991, 1992, 1993, 1994, 1995) | 2 (1992, 1993)                   | –                          |
| 4.  | Alberto Contador | 7    | 2 (2007, 2009)                   | 2 (2008, 2015)                   | 3 (2008, 2012, 2014)       |
| 4.  | Chris Froome     | 7    | 4 (2013, 2015, 2016, 2017)       | 1 (2018)                         | 2 (2011, 2017)             |
| 8.  | Alfredo Binda    | 5    | –                                | 5 (1925, 1927, 1928, 1929, 1933) | –                          |
| 8.  | Gino Bartali     | 5    | 2 (1938, 1948)                   | 3 (1936, 1937, 1946)             | –                          |
| 8.  | Felice Gimondi   | 5    | 1 (1965)                         | 3 (1967, 1969, 1976)             | 1 (1968)                   |
| 8.  | Primož Roglič    | 5    |                                  | 1 (2023)                         | 4 (2019, 2020, 2021, 2024) |
| 8.  | Tadej Pogačar    | 5    | 4 (2020, 2021, 2024, 2025)       | 1 (2024)                         |                            |
| 13. | Tony Rominger    | 4    | –                                | 1 (1995)                         | 3 (1992, 1993, 1994)       |
| 13. | Roberto Heras    | 4    | –                                | –                                | 4 (2000, 2003, 2004, 2005) |
| 13. | Vincenzo Nibali  | 4    | 1 (2014)                         | 2 (2013, 2016)                   | 1 (2010)                   |

### Zmage po državah
| Država              | Giro | Tour | Vuelta | Skupaj |
| ------------------- | ---- | ---- | ------ | ------ |
| Italija             | 69   | 10   | 6      | 85     |
| Francija            | 6    | 36   | 9      | 51     |
| Španija             | 4    | 12   | 32     | 48     |
| Belgija             | 7    | 18   | 8      | 33     |
| Združeno kraljestvo | 3    | 6    | 3      | 12     |
| Švica               | 3    | 2    | 5      | 10     |
| Slovenija           | 2    | 4    | 4      | 10     |
| Luksemburg          | 2    | 5    | 0      | 7      |
| ZDA                 | 1    | 3    | 2      | 6      |
| Nizozemska          | 1    | 2    | 2      | 5      |
| Kolumbija           | 2    | 1    | 2      | 5      |
| Nemčija             | 0    | 1    | 3      | 4      |
| Rusija              | 3    | 0    | 1      | 4      |
| Irska               | 1    | 1    | 1      | 3      |
| Danska              | 0    | 3    | 0      | 3      |
| Avstralija          | 1    | 1    | 0      | 2      |
| Švedska             | 1    | 0    | 0      | 1      |
| Kanada              | 1    | 0    | 0      | 1      |
| Ekvador             | 1    | 0    | 0      | 1      |
| Kazahstan           | 0    | 0    | 1      | 1      |

## Ostala statistika

### Vse tri dirke v koledarskem letu osvojila ena država
| Leto | Država              | Dirka po Italiji | Dirka po Franciji | Dirka po Španiji |
| ---- | ------------------- | ---------------- | ----------------- | ---------------- |
| 1964 | Francija            | Jacques Anquetil | Jacques Anquetil  | Raymond Poulidor |
| 2008 | Španija             | Alberto Contador | Carlos Sastre     | Alberto Contador |
| 2018 | Združeno kraljestvo | Chris Froome     | Geraint Thomas    | Simon Yates      |
| 2024 | Slovenija           | Tadej Pogačar    | Tadej Pogačar     | Primož Roglič    |

### Zmagovalci dveh Grand Tourov v istem koledarskem letu
Še nobenemu kolesarju ni uspelo zmagati vseh dirk v istem letu v nobeni od razvrstitev (skupno, po točkah, gorski cilji, mladi kolesar). Le 2 kolesarja od tistih, ki so končali vse tritedenske dirke, pa sta se na vseh treh dirkah v skupni razvrstitvi uspela uvrstiti med 10 najboljših (1955, 1957).
Enajstim kolesarjem je doslej v zgodovini cestnega kolesarstva uspelo zmagati dve Grand Tour dirki v istem koledarskem letu.
| Giro + Tour (osvojena v istem letu) | Giro + Tour (osvojena v istem letu) |
| ----------------------------------- | ----------------------------------- |
| 1949                                | Fausto Coppi                        |
| 1952                                | Fausto Coppi                        |
| 1964                                | Jacques Anquetil                    |
| 1970                                | Eddy Merckx                         |
| 1972                                | Eddy Merckx                         |
| 1974                                | Eddy Merckx                         |
| 1982                                | Bernard Hinault                     |
| 1985                                | Bernard Hinault                     |
| 1987                                | Stephen Roche                       |
| 1992                                | Miguel Induráin                     |
| 1993                                | Miguel Induráin                     |
| 1998                                | Marco Pantani                       |
| 2024                                | Tadej Pogačar                       |

| Tour + Vuelta (osvojena v istem letu) | Tour + Vuelta (osvojena v istem letu) |
| ------------------------------------- | ------------------------------------- |
| 1963                                  | Jacques Anquetil                      |
| 1978                                  | Bernard Hinault                       |
| 2017                                  | Chris Froome                          |

| Giro + Vuelta (osvojena v istem letu) | Giro + Vuelta (osvojena v istem letu) |
| ------------------------------------- | ------------------------------------- |
| 1973                                  | Eddy Merckx                           |
| 1981                                  | Giovanni Battaglin                    |
| 2008                                  | Alberto Contador                      |

## Preostale razvrstitve

### Po točkah
| Uvr.                   | Kolesar          | Skupaj | Giro · | Tour · | Vuelta · |
| ---------------------- | ---------------- | ------ | ------ | ------ | -------- |
| 1.                     | Erik Zabel       | 9      | —      | 6      | 3        |
| 2.                     | Sean Kelly       | 8      | —      | 4      | 4        |
| 2.                     | Peter Sagan      | 8      | 1      | 7      | —        |
| 4.                     | Laurent Jalabert | 7      | 1      | 2      | 4        |
| 5.                     | Eddy Merckx      | 6      | 2      | 3      | 1        |
| ...................... |                  |        |        |        |          |
| 21.                    | Primož Roglič    | 2      | —      | —      | 2        |

### Gorski cilji
| Uvr.                   | Kolesar             | Skupaj | Giro · | Tour · | Vuelta · |
| ---------------------- | ------------------- | ------ | ------ | ------ | -------- |
| 1.                     | Gino Bartali        | 9      | 7      | 2      | —        |
| 1.                     | Federico Bahamontes | 9      | 1      | 6      | 2        |
| 3.                     | Lucien Van Impe     | 8      | 2      | 6      | —        |
| 4.                     | Richard Virenque    | 7      | —      | 7      | —        |
| 5.                     | Julio Jiménez       | 6      | —      | 3      | 3        |
| ...................... |                     |        |        |        |          |
| 12.                    | Tadej Pogačar       | 4      | 1      | 3      | —        |

### Mladi kolesarji
| Uvr. | Kolesar            | Skupaj | Giro · | Tour · | Vuelta · |
| ---- | ------------------ | ------ | ------ | ------ | -------- |
| 1.   | Tadej Pogačar      | 5      | —      | 4      | 1        |
| 2.   | Andy Schleck       | 4      | 1      | 3      | —        |
| 3.   | Jan Ullrich        | 3      | —      | 3      | —        |
| 3.   | Nairo Quintana     | 3      | 1      | 2      | —        |
| 3.   | Miguel Ángel López | 3      | 2      | —      | 1        |

## Etapni zmagovalci

### Skupno število etapnih zmag
| Poz.                   | Kolesar              | Tour | Giro | Vuelta | Skupaj |
| ---------------------- | -------------------- | ---- | ---- | ------ | ------ |
| 1                      | Eddy Merckx          | 34   | 24   | 6      | 64     |
| 2                      | Mario Cipollini      | 12   | 42   | 3      | 57     |
| 3                      | Mark Cavendish       | 35   | 17   | 3      | 55     |
| 4                      | Alessandro Petacchi  | 6    | 22   | 20     | 48     |
| 5                      | Alfredo Binda        | 2    | 41   | —      | 43     |
| 6                      | Bernard Hinault      | 28   | 6    | 7      | 41     |
| 7                      | Learco Guerra        | 8    | 31   | —      | 39     |
| 8                      | Delio Rodríguez      | —    | —    | 39     | 39     |
| 9                      | Rik Van Looy         | 7    | 12   | 18     | 37     |
| 10                     | Freddy Maertens      | 15   | 7    | 13     | 35     |
| 11                     | Fausto Coppi         | 9    | 22   | —      | 31     |
| 12                     | Costante Girardengo  | —    | 30   | —      | 30     |
| 12                     | Tadej Pogačar        | 21   | 6    | 3      | 30     |
| 14                     | Gino Bartali         | 12   | 17   | —      | 29     |
| 15                     | Marino Basso         | 6    | 15   | 6      | 27     |
| 15                     | Francesco Moser      | 2    | 23   | 2      | 27     |
| 17                     | Guido Bontempi       | 6    | 16   | 4      | 26     |
| 17                     | Raffaele Di Paco     | 11   | 15   | —      | 26     |
| 17                     | Miguel Poblet        | 3    | 20   | 3      | 26     |
| 17                     | Giuseppe Saronni     | —    | 24   | 2      | 26     |
| 21                     | Franco Bitossi       | 4    | 21   | —      | 25     |
| 21                     | Laurent Jalabert     | 4    | 3    | 18     | 25     |
| 21                     | André Leducq         | 25   | —    | —      | 25     |
| 21                     | Rik Van Steenbergen  | 4    | 15   | 6      | 25     |
| 25                     | Roger De Vlaeminck   | 1    | 22   | 1      | 24     |
| 25                     | Robbie McEwen        | 12   | 12   | —      | 24     |
| 27                     | André Darrigade      | 22   | 1    | —      | 23     |
| 28                     | Jacques Anquetil     | 16   | 5    | 1      | 22     |
| 28                     | Jean Paul van Poppel | 9    | 4    | 9      | 22     |
| 28                     | André Greipel        | 11   | 7    | 4      | 22     |
| 28                     | Primož Roglič        | 3    | 4    | 15     | 22     |
| 32                     | Charly Gaul          | 10   | 11   | —      | 21     |
| 32                     | Gerben Karstens      | 6    | 1    | 14     | 21     |
| 32                     | Sean Kelly           | 5    | —    | 16     | 21     |
| 32                     | Tony Rominger        | 3    | 5    | 13     | 21     |
| ...................... |                      |      |      |        |        |
|                        | Matej Mohorič        | 3    | 1    | 1      | 5      |
|                        | Jan Polanc           | —    | 2    | —      | 2      |
|                        | Luka Mezgec          | —    | 1    | —      | 1      |
| Jan Tratnik            | —                    | 1    | —    | 1      |        |
| Borut Božič            | —                    | —    | 1    | 1      |        |

### Etapni zmagovalci na vseh treh dirkah
| Poz.                   | Kolesar              | Tour | Giro | Vuelta | Skupaj |
| ---------------------- | -------------------- | ---- | ---- | ------ | ------ |
| 1                      | Eddy Merckx          | 34   | 24   | 6      | 64     |
| 2                      | Mario Cipollini      | 12   | 42   | 3      | 57     |
| 3                      | Mark Cavendish       | 35   | 17   | 3      | 55     |
| 4                      | Alessandro Petacchi  | 6    | 22   | 20     | 48     |
| 5                      | Bernard Hinault      | 28   | 6    | 7      | 41     |
| 6                      | Rik Van Looy         | 7    | 12   | 18     | 37     |
| 7                      | Freddy Maertens      | 15   | 7    | 13     | 35     |
| 8                      | Tadej Pogačar        | 21   | 6    | 3      | 30     |
| 9                      | Marino Basso         | 6    | 15   | 6      | 27     |
| 9                      | Francesco Moser      | 2    | 23   | 2      | 27     |
| 11                     | Guido Bontempi       | 6    | 16   | 4      | 26     |
| 11                     | Miguel Poblet        | 3    | 20   | 3      | 26     |
| 13                     | Laurent Jalabert     | 4    | 3    | 18     | 25     |
| 13                     | Rik Van Steenbergen  | 4    | 15   | 6      | 25     |
| 15                     | Roger De Vlaeminck   | 1    | 22   | 1      | 24     |
| 16                     | Jacques Anquetil     | 16   | 5    | 1      | 22     |
| 16                     | Jean Paul van Poppel | 9    | 4    | 9      | 22     |
| 16                     | André Greipel        | 11   | 7    | 4      | 22     |
| 16                     | Primož Roglič        | 3    | 4    | 15     | 22     |
| 20                     | Gerben Karstens      | 6    | 1    | 14     | 21     |
| 20                     | Tony Rominger        | 3    | 5    | 13     | 21     |
| ...................... |                      |      |      |        |        |
| 95                     | Matej Mohorič        | 3    | 1    | 1      | 5      |